# Jan Isaac Wolterbeek

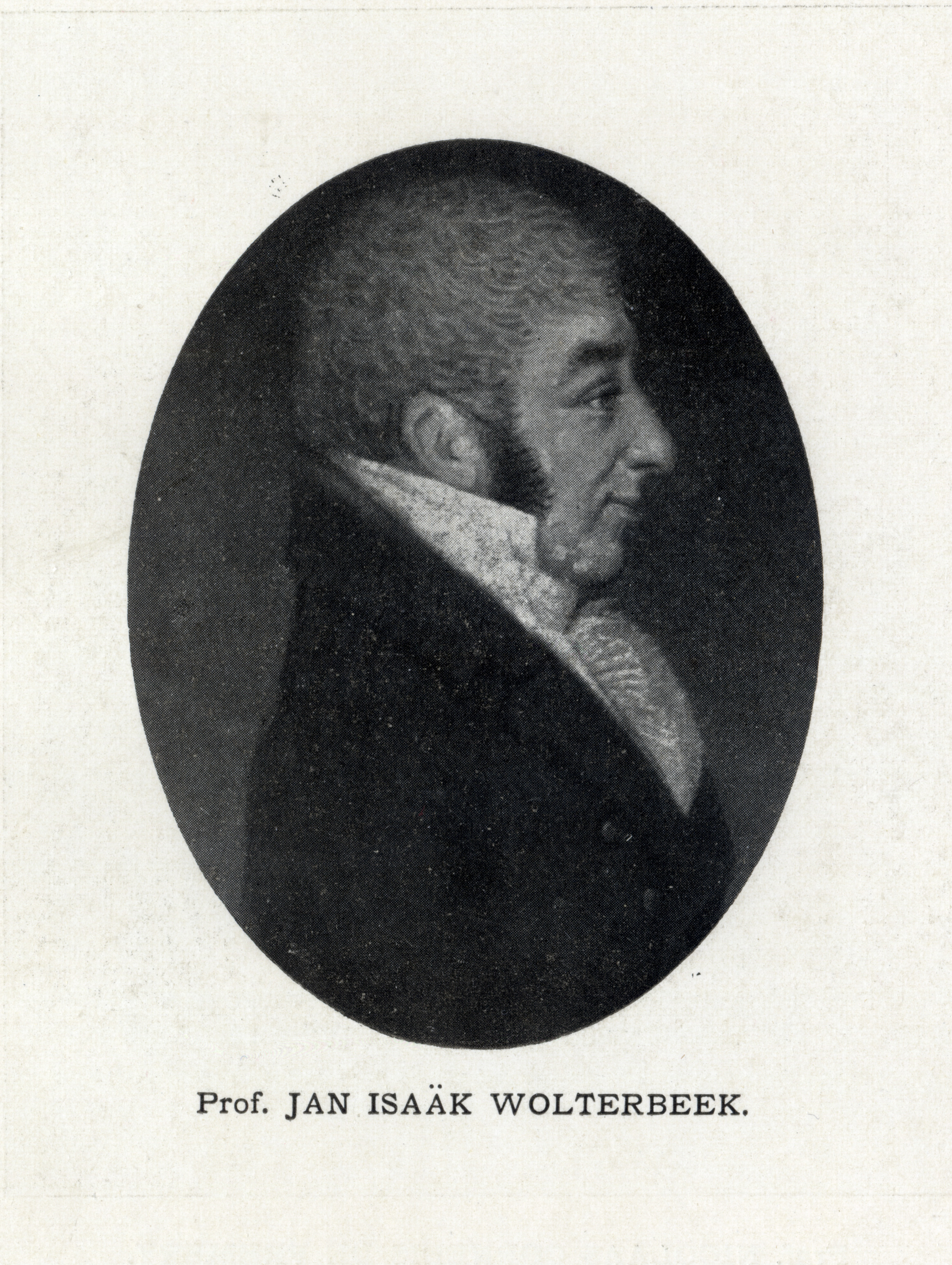
Jan Isaac Wolterbeek

Jan Isaac Wolterbeek auch: Johan Isaäc Wolterbeek (* 19. September 1773 in Utrecht; † 18. September 1853 ebenda) war ein niederländischer Mediziner. 

## Leben
Jan Isaac war der Sohn des Pfarrers Johannes Wolterbeek (* 21. Januar 1730 in Utrecht; † 18. Juni 1804 ebenda) und dessen Frau  Anna Maria Bröffel  (Januar 1737 in Zutphen; † April 1806 in Utrecht). Nach anfänglicher Ausbildung durch seinen Vater, begann er an der Universität Utrecht ein Studium der Theologie. Zwei Jahre später wendete er sich dem Studium der Medizin zu, immatrikulierte sich am 14. November 1795 an der Utrechter Hochschule und promovierte am 14. Dezember 1796 unter Matthias Steevens van Geuns mit der Abhandlung Specimen pathologico therapeuticum de gangraena zum Doktor der Medizin. 
Danach arbeitete er als Arzt am akademischen Lehrkrankenhaus in Utrecht und wurde am 3. Juni 1817 zum Professor der Medizin berufen. Diese Aufgabe trat er am 17. September 1817 mit der Einführungsrede Natura observanda et prudenter imitanda, summo medici officio an. Zudem beteiligte er sich auch an den organisatorischen Aufgaben der Hochschule und war 1831/32 Rektor der Alma Mater. Bei der Niederlegung dieser Aufgabe hielt er die Rede de naturae humanae constantia ad praestantiam medicinae vindicandam et vero ad ipsam medicorum fortitudinem sustinendam egregie adhibenda. Am 9. Oktober 1838 wurde er aus gesundheitlichen Gründen aus seiner Professur emeritiert.
Wolterbeek verheiratete sich 26. Juni 1811 in Utrecht Johanna Cornelia van den Ham (* 6. Juni 1787 in Vlaardingen; † 11. Juni 1845 in Utrecht), die Tochter des Adrianus van den Ham und der Swana Killewig. Aus der Ehe stammen die beiden Söhne Jan Gerad Wernard Wolterbeek (* 18. August 1812 in Utrecht; † 10. Februar 1890 in Utrecht) verh. 28. August 1845 in Utrecht mit Jacoba Soblet (um 1819 in Culemborg; † 27. April 1893 in Utrecht) und Adrianus Wolterbeek (* 7. Januar 1814 in Utrecht; † 23. Januar 1814 in Utrecht).

## Weblink
- Wolterbeek im Catalogus Professorum Academiae Rheno-Traiectinae

| Personendaten    | Personendaten              |
| ---------------- | -------------------------- |
| NAME             | Wolterbeek, Jan Isaac      |
| ALTERNATIVNAMEN  | Wolterbeek, Johan Isaäc    |
| KURZBESCHREIBUNG | niederländischer Mediziner |
| GEBURTSDATUM     | 19. September 1773         |
| GEBURTSORT       | Utrecht                    |
| STERBEDATUM      | 18. September 1853         |
| STERBEORT        | Utrecht                    |